# Schleicher ASW 28
ASW 28 je nemško jadralno letalo razreda FAI standard. Letala proizvaja podjetje Alexander Schleicher GmbH & Co od leta 2000 naprej. Oznaka 'W' stoji za inženirja Gerharda Waibel. 
ASW-28 je naslednik ASW 24. Prav tako kot pri konkurentih Rolladen-Schneider LS8 in Schempp-Hirth Discus-2, je tudi na ASW možno namestiti krila z 18 metrskim razponom. Na ASW-28 se lahko namesti tudi 2-taktni motor SOLO 2350 za vzdrežvanje leta. 

## Različice
ASW 28
Proizvodna verzija s 15 metrskim razponom
ASW 28-18
Proizvodna verzija s 15 alin 18metrskim razponom, možna opcija motorja
ASW 28-18 E
Proizvodna verzija s 13,2 kW (18 KM) SOLO 2350 2-taktnim motorjem za vzdrževanjem leta

## Specifikacije (15 metrski razpon)
- Posadka: 1
- Kapaciteta vodnega balasta: 200 kg
- Dolžina: 6,59 m (21 ft 7 in)
- Razpon kril: 15 m (49 ft 3 in)
- Višina: 1,30 m (4 ft 3 in)
- Površina krila: 10,5 m2 (113 ft2)
- Vitkost krila: 21,4
- Aeroprofil: DU 99-147 in DU 99-125
- Prazna teža: 240 kg (528 lb)
- Gros teža: 525 kg (1155 lb)

- Maks. hitrost: 270 km/h (170 mph)
- Jadralno število: 45
- Hitrost padanja: 0,56 m/s (110 ft/min)